# Arină
Arinele sunt specii chimice organice extrem de reactive derivate de la nuclee aromatice prin eliminarea a doi substituenți. Sunt didehidroarene (în acest caz, 1,2-didehidroarene, dar se cunosc și 1,3- și 1,4-didehidroarene). Arinele sunt exemple de cicloalchine cu tensiune în ciclu.
Reprezentarea cea mai cunoscută a benzinei (engleză benzyne, a nu se confunda cu benzină) se face cu ajutorul structurii de cicloalchină. Legătura triplă este tensionată din cauza geometriei moleculare:
Impedimentarea cauzată de geometria moleculei duce la o suprapunere scăzută a orbitalilor p, ceea ce slăbește legătura triplă.